# Денё, Анри
Анри Денё (фр. Henri Deneux, 16 октября 1874, Реймс — 15 апреля 1969, Париж) — французский архитектор.
Анри Денё родился в 1874 году в Реймсе. В 1892 году принимал участие в работах, проводившихся в Реймсском соборе. В 1898 году переехал в Париж. В 1905 году выиграл конкурс на должность главного архитектора исторических памятников. В 1913 году построил богато декорированный собственный дом в Париже, известный как дом Денё.
В 1915 году Денё был назначен ответственным за исторические памятники Реймса. Он оставил все предыдущие должности и, вплоть до 1938 года, посвятил себя исключительно собору и церквям этого города. Именно он восстанавливал Реймсский собор, разрушенный бомбардировками 1914 года. Под его руководством проводились археологические исследования, позволившие проследить и изучить этапы строительства религиозных сооружений на месте, где находится современный собор.
Имя Анри Денё носит сад, расположенный с тыльной стороны Реймсского собора.